# Lucha Democrática de Junio
La Lucha Democrática de Junio (en hangul: 6월 민주 항쟁; hanja: 六月 民主 抗爭), también conocida como Movimiento por la Democracia de Junio y Levantamiento Democrático de Junio, fue un movimiento democrático nacional en Corea del Sur que generó protestas masivas del 10 al 29 de junio de 1987. Las manifestaciones obligaron al gobierno a celebrar elecciones e instaurar otras reformas democráticas que llevaron al establecimiento de la Sexta República, el actual gobierno de Corea del Sur.
El 10 de junio, el régimen militar del presidente Chun Doo-hwan anunció su elección de Roh Tae-woo como el futuro presidente. La designación pública del sucesor de Chun fue vista como una afrenta final a un proceso retrasado y diferido para revisar la Constitución de Corea del Sur de modo que estableciera la elección directa del presidente. Aunque la presión sobre el régimen, en forma de manifestaciones de estudiantes y otros grupos, se había estado acumulando durante algún tiempo, el anuncio finalmente desencadenó protestas masivas y efectivas.
Poco dispuestos a recurrir a la violencia antes de los Juegos Olímpicos de 1988 y creyendo (correctamente) que Roh podría ganar las elecciones competitivas de todos modos dadas las divisiones dentro de la oposición, Chun y Roh accedieron a las demandas clave de las elecciones presidenciales directas y la restauración de las libertades civiles. Aunque Roh fue debidamente elegido presidente ese mismo mes de diciembre, la consolidación democrática de Corea del Sur estaba en plena marcha.

## Antecedentes

### Elecciones presidenciales indirectas
Desde la promulgación de la Constitución de Yushin en 1972 por el entonces presidente Park Chung-hee, los presidentes de Corea del Sur habían sido elegidos indirectamente por un colegio electoral. Este sistema persistió incluso después de que Park fuera asesinado el 26 de octubre de 1979 y reemplazado por Choi Kyu-hah, quien fue sustituido a su vez por Chun después del golpe de Estado del 12 de diciembre del mismo año. Dado que el colegio electoral era elegido por el propio régimen, no representaba ningún tipo de control democrático del poder presidencial.
En el intento de mejorar su posición nacional e internacional proporcionando una apariencia de representación democrática, Chun celebró elecciones en 1985. El resultado fue una gran victoria moral para la oposición, encabezada por Kim Dae-jung y Kim Young-sam. La demanda clave de la oposición eran las elecciones presidenciales directas, que Chun trató de frustrar mediante una campaña de aplazamientos, largas deliberaciones y retrasos. Una comisión parlamentaria debatió varias propuestas durante meses; el 13 de abril de 1987, Chun suspendió incluso este comité hasta después de los Juegos Olímpicos. Esta acción intensificó los disturbios, pero las manifestaciones resultantes no impresionaron al régimen y Chun decidió continuar con su programa para instalar a Roh como su sucesor.
A lo largo de este período, el movimiento obrero, los estudiantes universitarios y las iglesias en particular se unieron en una alianza de apoyo mutuo para presionar cada vez más al régimen. Esta parte movilizada de la sociedad civil, además de la oposición política, formó el núcleo de la resistencia que se generalizaría durante los decisivos hechos de junio.

### Tortura y muerte de Park Jong-cheol
En la década de 1980, muchos estudiantes activistas en las universidades lucharon contra la dictadura de Chun Doo-hwan y las secuelas de la masacre de Gwangju de 1980. Park Jong-cheol, presidente del consejo estudiantil del departamento de lingüística de la Universidad Nacional de Seúl, fue uno de esos estudiantes. Detenido durante una investigación sobre tales actividades, Park se negó a confesar el paradero de uno de sus compañeros activistas. Durante el interrogatorio, las autoridades utilizaron técnicas de ahogamiento para torturarlo, lo que finalmente condujo a su muerte el 14 de enero de 1987.
La información relacionada con los eventos de la muerte de Park Jong-chol fue inicialmente silenciada. Sin embargo, la Asociación de Sacerdotes Católicos por la Justicia (CPAJ) reveló la verdad al público el 18 de mayo, lo que enardeció aún más el sentimiento público. La CPAJ convocó una manifestación el 10 de junio en su honor.

### Muerte de Lee Han-yeol
A medida que se intensificaban las manifestaciones, los estudiantes de la Universidad Yonsei juraron salir al campo y se manifestaron en la universidad el 9 de junio. Durante la protesta, el estudiante de Yonsei Lee Han-yeol resultó gravemente herido cuando una granada de gas lacrimógeno le golpeó el cráneo. En estado crítico, rápidamente se convirtió en un símbolo de las protestas posteriores durante las semanas siguientes. Finalmente murió a causa de sus heridas el 5 de julio, después de que el régimen accediera a las demandas del pueblo. Más de 1,6 millones de ciudadanos participaron en su funeral nacional, celebrado el 9 de julio. Fue enterrado en el Cementerio Nacional 18 de mayo.

## Manifestaciones principales
La Constitución de 1980 limitaba al presidente a un solo mandato de siete años. A diferencia de sus predecesores, Chun no hizo ningún esfuerzo por enmendarla y poder postularse nuevamente en 1987. Sin embargo, aunque su gobierno fue algo más suave que el de Park, se resistió a las demandas para abrir aún más el régimen.
El 10 de junio, Roh Tae-woo fue elegido como candidato a la presidencia en una convención del Partido de la Justicia Democrática en el Jamsil Arena. Se produjeron manifestaciones importantes en todo el país, con una participación estimada de 240.000 personas en 22 ciudades, incluida Seúl. Muchas personas de todas las posiciones sociales se unieron y apoyaron a los participantes.
El 18 de junio, la manifestación nacional para la supresión de las granadas de gas lacrimógeno (최루탄 추방 국민 대회 / 催淚彈 追 放 國民 大會) sacó a 1,5 millones de personas a las calles en al menos 16 ciudades. Finalmente, los trabajadores de cuello blanco que antes habían permanecido al margen se unieron a las protestas, arrojaron rollos de papel higiénico, aplaudieron y expresaron su apoyo. El 19 de junio, Chun emitió órdenes para movilizar al ejército, pero temiendo una repetición de la violenta masacre de Gwangju, las anuló a las pocas horas. El 26 de junio, la Gran Marcha Nacional por la Paz (국민 평화 대행진 / 國民 平和 大 行進) se llevó a cabo por Guk-bon (Sede del Movimiento Nacional para la Obtención de la Constitución Democrática - 민주 헌법 쟁취 국민 운동 본부 / 民主 憲法 爭取 國民 運動 本部); participaron más de 1 millón de personas en 34 ciudades y fueron detenidas 3.467 personas.
Finalmente, Roh Tae-woo emitió la Declaración del 29 de junio, capitulando ante las demandas de los manifestantes y prometiendo reformar la Constitución y liberar a Kim Dae-jung.

## Consecuencias

### Gran Acción Obrera de 1987
Después del Levantamiento Democrático de junio, el Sindicato de Motores Hyundai se estableció en Ulsan el 3 de julio. Muchos trabajadores comenzaron a unificar sindicatos y hacer huelgas. Entre julio y septiembre, se organizaron 1.060 nuevos sindicatos y se produjeron 3.459 huelgas.

### La novena enmienda de la Constitución
Ver también: Constitución de la República de Corea
Después de la Declaración del 29 de junio, la reforma de la Constitución finalmente comenzó en serio. El 12 de octubre se aprobó el proyecto de ley constitucional y el 28 de octubre se aprobó. Entró en vigor oficialmente el 25 de febrero de 1988, cuando Roh Tae-woo asumió el cargo de presidente.
La Décima Constitución fortaleció los derechos civiles. Los derechos naturales y legales se especificaron explícitamente, se implementaron elecciones presidenciales directas y el poder del presidente se redujo a favor del poder de la Asamblea Nacional de Corea.

### Las primeras elecciones democráticas en Corea del Sur
Ver también: Elecciones presidenciales de Corea del Sur de 1987
Roh retuvo su elección del 10 de junio como candidato a la presidencia del Partido de la Justicia Democrática, y siguió siendo el sucesor designado por Chun. Roh tenía suficiente apoyo legítimo dentro del electorado coreano para competir en las elecciones de diciembre de 1987. Su posición mejoró enormemente por las divisiones dentro de la oposición, ya que Kim Dae-jung y Kim Young-sam no pudieron unirse, ni siquiera apoyar un sistema de votación que llevara a una segunda vuelta.
Dos semanas antes de las elecciones presidenciales, el vuelo 858 de Korean Air fue derribado por una bomba durante su trayecto a Bangkok provocando 115 muertos. La revelación de que detrás de este atentado estaban los servicios de inteligencia norcoreanos, y la llegada a Seúl de Kim Hyon-hui, una de los agentes responsables del ataque, el día antes de las elecciones, crearon un ambiente favorable para Roh Tae-woo.
Las elecciones finalmente tuvieron lugar el 16 de diciembre. Roh Tae-woo fue el ganador, recibiendo el 36,6% de los votos con la participación del 89,2% del electorado. El voto de la oposición se dividió en dos, con Kim Young-sam recibiendo el 28% y Kim Dae-jung con el 27% de los votos. Estas elecciones marcaron el comienzo de la Sexta República.

## En la cultura popular
La película de 2017 1987: When the Day Comes, dirigida por Jang Joon-hwan, describe cómo la muerte del activista estudiantil Park Jong-chol desató protestas a favor de la democracia en todo el país que cambiaron el curso de la historia de Corea del Sur en junio de 1987.